# (17072) Athiviraham
(17072) Athiviraham (1999 GT31) – planetoida z grupy pasa głównego asteroid okrążająca Słońce w ciągu 3,4 lat w średniej odległości 2,26 j.a. Odkryta 7 kwietnia 1999 roku.